# Колле д’Аньелло
Колле д’Аньелло (итал. Colle dell'Agnello) — горный перевал в Котских Альпах, к западу от Монте-Визо между Францией и Италией. С высотой седловины 2744 м это третий по высоте перевал в Альпах, с проложенным через него асфальтированным путем, после перевалов Коль де л'Изеран (2770 м) и Стельвио (2754 м). Несмотря на то, что это самый высокий международный путь через Альпы, Колле д'Аньелло малоизвестен и используется слабо.
Карфагенский полководец Ганнибал выбрал данный перевал среди многих рассматриваемых для нападения на Рим в ходе его перехода со слонами через Альпы в начале Второй Пунической войны, о чем говорит памятная доска, установленная в наше время на французской стороне.

## Велоспорт

### Детали подъёма
Из Шато-Виль-Вьей (Франция) подъем на перевал составляет 20.5 км в длину со средним градиентом 6,6%. Из Кастельдельфино (Италия) — 21.3 км со средним градиентом 6,8% и перепадом высот 1452 м, но эсли первая половина подъема с этой стороны относительно пологая, то последние 10 км имеют средний градиент 10%, а максимальный — 15%.

### Джиро д’Италия
Впервые в шоссейном велоспорте перевал Колле д'Аньелло пересекался на 20-м этапе Джиро д’Италия в 1994 году. Всего же, на данный момент, перевал четыре раза входил в маршрут этапов на итальянском гранд-туре: в 1994, 2000, 2007 и 2016 годах. Восхождение на подъем было также запланировано на 19-м этапе Джиро д’Италия 1995, но отменено из-за схода двух лавин.
| Год  | Этап | Категория | Старт    | Финиш       | Первый на вершине          |
| ---- | ---- | --------- | -------- | ----------- | -------------------------- |
| 2016 | 19   | 1         | Пинероло | Ризуль      | Микеле Скарпони (ITA)      |
| 2007 | 12   | 1         | Скаленге | Бриансон    | Йоанн Ле Боулангер (FRA)   |
| 2000 | 19   | 1         | Салуццо  | Бриансон    | Хосе Джейми Гонсалес (COL) |
| 1994 | 20   | 1         | Кунео    | Ле дез Альп | Стефано Занини (ITA)       |

### Тур де Франс
Колле д'Аньелло впервые на Тур де Франс пересекался 20 июля 2008 года на 15-м этапе. Первым на вершине стал испанский велогонщик Эгой Мартинес. Во второй раз перевал был включен в маршрут 18-го этапа Тур де Франс 2011. Первым пересек вершину казахстанец Максим Иглинский из команды Pro Team Astana
| Год  | Этап | Категория | Старт    | Финиш           | Первый на вершине      |
| ---- | ---- | --------- | -------- | --------------- | ---------------------- |
| 2011 | 18   | HC        | Пинероло | Коль дю Галибье | Максим Иглинский (KAZ) |
| 2008 | 15   | HC        | Амбрён   | Прато-Невосо    | Эгой Мартинес (ESP)    |